# Fernando Palomares
Fernando Palomares (Sonora, ? - ?) foi indígena anarquista, militante do Partido Liberal Mexicano, de origem maio.

## Trajetória
Participou na Greve de Cananea de 1906, em agitações nos Estados de Sonora e Sinaloa em 1908, e na captura dos povoados de Mexicali e Tijuana durante a campanha libertaria do Exército Liberal em Baixa Califórnia em 1911.
Em Los Angeles, Califórnia, editou, junto com Juan A. Olivares, o jornal Libertad y Trabajo fundado em maio de 1908 como órgão de difusão ideológica do Clube Liberal "Terra, Igualdade e Justiça",  o semanário deixou de publicar-se em junho do mesmo ano, pois Palomares foi comisionado como Delegado da Junta Organizadora do Partido Liberal Mexicano para entrar em contato com os grupos rebeldes de Sinaloa e Sonora que se preparavam para participar na insurreção planejada nesse ano pelo Partido Liberal Mexicano (PLM).
Esteve a ponto mortar Porfirio Díaz, disparando-lhe durante os festejos da Independência do México na noite do 15 de setembro de 1908, no entanto o ditador saiu ileso.
Em 1910 viajou para Baixa Califórnia junto com Pedro Ramírez Caule, outro activista de Cananea, para preparar a campanha que o 29 de janeiro de 1911 de captura do povoado de Mexicali. Aí, junto com Ramírez Caule, Teodoro M. Gaytán e Antonio de Pío Araujo, deram-se à tarefa de recrutar mais homens para lançar um ataque sobre Ensenada. Palomares também participou na captura de Tijuana o 9 de maio de 1911.
Radicou-se no El Paso, Texas onde distribuía propaganda anarquista enviada pela Junta Organizadora desde Los Angeles.
Ao lado de Jesús María Rangel empenhou-se em reorganizar grupos guerrilheiros em Texas para cruzar a fronteira para o México e lançar-se de novo à luta armada em 1914, no entanto vários deles foram detidos acursados de assassinato e condenados pelas autoridades texanas; esse grupo de guerrilheiros será recordado como os Mártires de Texas.
As raízes indígenas de Fernando Palomares também influíram no pensamento dos irmãos Flores Magón e na Junta Organizadora do PLM.